# Il ponte dell'universo
Il ponte dell'universo, noto anche come Il canale di Panama, è un film del 1956 sulla storia del canale di Panama, scritto e diretto da Renato Cenni.